# Gewoon kusttakmos
Gewoon kusttakmos (Ramalina siliquosa) is een soort korstmos uit het geslacht takmos (Ramalina).

## Determinatie
Gewoon kusttakmos is struikvormig, maar is weinig vertakt tot bijna onvertakt. De takken zijn bandvormig, glad, plat tot hoekig geelgrijs van kleur met een zwarte voet. De toppen zijn gelig, bol tot plat.

### Gelijkende taxa
Gewoon kusttakmos kan lijken op melig kusttakmos (Ramalina subfarinacea); de laatstgenoemde soort is soredieus.

## Ecologie
De soort groeit op steen. Het leeft in mutualistische symbiose met alg Trebouxioid.

### Syntaxonomie
Gewoon kusttakmos is een kensoort voor de associatie van gewoon kusttakmos (Ramalinetum siliquosae).

## Verspreiding
In Nederland komt het zeer zeldzaam voor. Het staat op de rode lijst in de categorie 'Ernstig bedreigd'. In Nederland zijn slechts enkele vindplaatsen bekend, namelijk Texel, Terschelling, Delfzijl en langs het IJsselmeer bij Nijkerk. Met name op goed belicht graniet op een beperkt aantal zee- en IJsselmeerdijken.